# Хабло Євген Петрович
Євген Петрович Хабло (рос. Евге́ний Петро́вич Хабло́; 1921, Кубано-Чорноморська область — 1996, Санкт-Петербург, РФ) — радянський топоніміст, історик-краєзнавець Ленінграда.

## Біографія
Народився в 1921 році в станиці Новодерев'янківська, Новомінського району, Краснодарського краю.
У РСЧА з 1938 року. Учасник Німецько-радянської війни.
У 1944 році — начальник штабу 7 оаттп, автобата, в 1945 році — начальник штабу 141 ОАТБ, гвардії капітан.
Нагороджений Орденом Червоної Зірки (1944). та Вітчизняної війни I ступеня (1985), медалями «За оборону Москви» (1944), «За перемогу над Німеччиною» (1945).
У 1955 році закінчив факультет журналістики Ленінградського державного університету імені А. О. Жданова.
Разом із однокурсником К. С. Горбачевичем став автором ряду книг із топонімів Ленінграда.